# Carl Fredrik Graf
Carl Fredrik Alexander Graf, född 6 augusti 1959 i Halmstads församling, Hallands län, är en svensk politiker (moderat). Han var riksdagsledamot 1991–2002, kommunstyrelsens ordförande i Halmstads kommun 2006–2018 samt landshövding i Östergötlands län 2018–2024.

## Biografi
Graf föddes i Halmstad och studerade på Sannarpsgymnasiet där. Han utbildade sig till officer i armén och tog examen vid krigsskolan 1981. Han har även studerat samhällsvetenskapliga ämnen vid högskolan i Halmstad och Lunds universitet och har en filosofie magisterexamen med pedagogik som fördjupningsämne.
Graf utnämndes den 29 mars 2018 av regeringen till landshövding i Östergötlands län för perioden 1 september 2018 – 31 juli 2024.